# Hács
Hács ist eine ungarische Gemeinde im Kreis Fonyód im Komitat Somogy.

## Geografische Lage
Hács liegt gut 15 Kilometer südöstlich der Kreisstadt Fonyód und vier Kilometer südöstlich der Stadt Lengyeltóti. Nachbargemeinden im Umkreis von fünf Kilometern sind Kisberény und Gyugy.

## Geschichte
Hács ist seit 1907 eine eigenständige Gemeinde, vorher gehörte es zu Lengyeltóti, das bis dahin den Namen Lengyeltóti-Hács trug.
Mitte des 20. Jahrhunderts wurde in einem Grab auf dem Gemeindegebiet ein zusammengefaltetes Bleitäfelchen mit einem eingeritzten Bibelvers in gotischer Sprache gefunden.

## Sehenswürdigkeiten
- Evangelische Kirche, erbaut 1934
- Römisch-katholische Kirche Szent Erzsébet

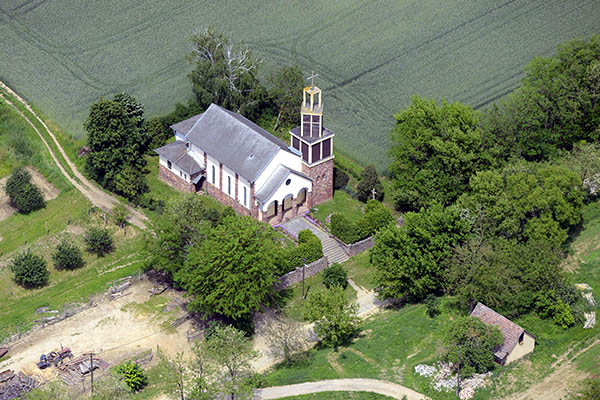
Blick auf die röm.-kath. Kirche Szent Erzsébet

## Verkehr
Hács ist nur über die Nebenstraße Nr. 67115 zu erreichen. Es bestehen Busverbindungen nach Lengyeltóti und Balatonboglár. Der nächstgelegene Bahnhof befindet sich in Lengyeltóti an der Eisenbahnstrecke von Fonyód nach Dombóvár.